# Documents maçonniques
Documents maçonniques est un mensuel français (Paris, 29 octobre 1941-1944), édité par le Centre d'action et de documentation (régime de Vichy), dont le directeur est Henry Coston. Il se qualifie lui-même de « Véritable journal de l'action antimaçonnique ».

## Historique
Son administration était sise à Vichy au 11 rue Hubert-Colombier puis à l'hôtel Mondial, son bureau parisien était dans le Musée des Sociétés secrètes, rue Saulnier.
En 1943, le bulletin reprend certains éléments de la Libre parole. Organe nationaliste indépendant et les numéros spéciaux sont associés aux Cahiers de la France nouvelle du même Coston qui dirigeait une autre publication connexe : Bulletin d'information sur la question juive, (lié à La Libre parole).
Des ministres de Vichy s'y expriment dans les colonnes du journal.

## Collaborateurs du journal
- Bernard Faÿ était l'un des principaux collaborateurs de ce périodique.
- Henry Coston
- Robert Vallery-Radot
- Jean Marquès-Rivière
- Jacques Ploncard d'Assac[2]